# Johann Probst (Politiker)
Johann Probst (* 7. März 1883 in Hornstein; † 23. April 1957 ebenda) war ein österreichischer Textilarbeiter und Politiker (CS). Probst war verheiratet und Abgeordneter zum Burgenländischen Landtag.
Johann Probst wurde als Sohn des Lorenz Probst aus Hornstein geboren und wuchs in einer burgenland-kroatischen Familie auf. Er besuchte die Volksschule und war in der Folge als Textilarbeiter in Hornstein tätig. Probst engagierte sich in der Gewerkschaft und war von 1931 bis 1934 Vorstandsmitglied der Christlichen Gewerkschaften. Zudem war Probst von 1935 bis 1938 Mitglied der Burgenländischen Verwaltungskommission/Arbeiterkammer sowie zwischen 1936 und 1938 Bürgermeister von Hornstein. Probst wurde am 5. Dezember 1930 als Abgeordneter im Burgenländischen Landtag angelobt und vertrat die Christlichsoziale Partei bis zum 31. Oktober 1934 im Landtag. 